# Матешко Село
45°19′ пн. ш. 15°25′ сх. д. / 45.32° пн. ш. 15.42° сх. д.
Матешко Село (хорв. Mateško Selo) — населений пункт у Хорватії, у Карловацькій жупанії у складі громади Генеральський Стол.

## Населення
Населення за даними перепису 2011 року становило 35 осіб.
Динаміка чисельності населення поселення: